# Фрейлиния тропическая
Фрейли́ния тропи́ческая (лат. Freylinia tropica) — вид цветковых растений рода Фрейлиния (Freylinia) семейства Норичниковые (Scrophulariaceae).

## Ботаническое описание
Кустарник с негустыми ветвистыми побегами.

## Ареал
Встречается в провинции Лимпопо в ЮАР, а также Зимбабве.